# District de Sudbury
Le District de Sudbury est une division territoriale du nord-est de l'Ontario au Canada.
Le district de Sudbury fut créé en 1894 à l'est du district d'Algoma et à l'ouest du district de Nipissing.
Au recensement de 2006, la population s'élevait à 21 392 personnes, parmi laquelle on comptait 14 320 anglophones, soit 66 % de la population et 5 790 francophones, soit 27 % de Franco-Ontariens.
Le point culminant de la province, la crête Ishpatina (693 m) est situé dans le nord-est du district.

## Municipalités

### Villes
- Espanola
- Rivière des Français
- Killarney
- Markstay-Warren
- Saint-Charles

### Cantons
- Baldwin
- Chapleau
- Nairn et Hyman
- Sables-Spanish Rivers

### Réserves indiennes
- Chapleau 74A
- Chapleau 75
- Duck Lake
- Mattagami
- Mountbatten
- Whitefish Lake
- Whitefish River

## Territoire non organisé
- Territoire non organisé de Sudbury
  - Nemegos (en) et la gare de Nemegos
  - Kinogama (en) et la gare de Kinogama
  - Kormak (en) et la gare de Kormak

## Démographie

### Évolution démographique aux abords du lac Nipissing (1891-1941)
Le tableau suivant présente l'évolution démographique de quelques villages et cantons situés aux abords du lac Nipissing entre 1891 et 1941. Certains de ces villages sont cependant situés au sein du territoire du district de Nipissing.
| Municipalité         | 1891  | 1901  | 1911  | 1921   | 1931   | 1941   |
| (CJA) St-Charles     | 155   | 282   | 730   | 819    | 880    | 894    |
| (CMM) Noëlville      | -     | 118   | 1 091 | 1 342  | 1 447  | 1 651  |
| (RD) Warren          | -     | 774   | 1 199 | 1 119  | 1 228  | 1 355  |
| (C) Verner           | -     | 868   | 1 445 | 1 544  | 1 509  | 1 464  |
| Cache-Bay            | -     | -     | 889   | 925    | 1 151  | 1 004  |
| Sturgeon Falls       | -     | 1 418 | 2 199 | 4 125  | 4 234  | 4 576  |
| North Bay            | 1 848 | 2 530 | 7 737 | 10 692 | 15 528 | 15 599 |
| Bonfield             | -     | 403   | 484   | 421    | 493    | 497    |
| Mattawa              | 1 438 | 1 400 | 1 524 | 1 462  | 1 631  | 1 971  |
| Réserves autochtones | -     | -     | 400   | 341    | 312    | 414    |